# Bubba Smith
Charles Aaron „Bubba” Smith (n. 28 februarie 1945 – d. 3 august 2011) a fost un atlet și actor american. A fost jucător de fotbal american profesionist în anii '60 și '70 și a devenit actor la finalul anilor '70. A fost inclus în College Football Hall of Fame în 1988. El a fost nominalizat la două Pro Bowl-uri și a fost selectat în prima echipă All-Pro în 1971.
Ca actor, este cunoscut în special pentru rolul lui Moses Hightower din primele șase filme din franciza Police Academy.

## Începutul vieții
Smith s-a născut în Beaumont, Texas. A absolvit Charlton-Pollard High School din Beaumont în 1963.

## Cariera de fotbalist

### Colegiu
Smith a jucat fotbal american universitar la Michigan State University. A fost decorat cu onorurile All-America în 1965 și 1966. În sezonul la seniori, a jucat în „Meciul secolului” (un egal 10–10 acasă împotriva University of Notre Dame). Michigan State a terminat pe locul 2 în spatele celor de la Notre Dame. În 1988, Smith a fost inclus în College Football Hall of Fame.
Smith a fost un atlet popular la Michigan State, având chiar un cântec dedicat de fani: „Kill, Bubba, Kill”.
Michigan State a retras numărul 26, care a fost purtat de el pe 26 septembrie 2006, înainte de meciul spartanilor cu cei de la Notre Dame. Acest meci a aniversat 40 de ani de la acel meci.

### Profesionist
Smith a petrecut nouă sezoane în National Football League ca defensive end. A fost selecționat primul în draftul NFL din 1976 de Baltimore Colts. Colts au câștigat Super Bowl V la finalul sezonului 1970, Smith câștigând astfel singurul său Super Bowl ring. Cu toate acestea, în interviuri, Smith a declarat că el nu va purta inelul, deoarece a fost văzut de mulți ca fiind un meci slab. A fost vândut celor de la Oakland Raiders înainte de sezonul 1972 și și-a încheiat cariera la Houston Oilers. A fost selectat All-Pro un an, All-Conference doi ani și a fost la două Pro Bowl.

## Cariera de actor
După încheierea carierei de fotbalist profesionist, Smith a început să joace roluri mici în televiziune și film. Este probabil cel mai cunoscut pentru rolul Moses Hightower din serialul Police Academy.

## Viața personală
Fratele lui Smith, Tody Smith a jucat pentru University of Southern California și pentru Dallas Cowboys, Houston Oilers și Buffalo Bills.
Smith a fost găsit decedat în casa lui din Los Angeles, de către îngrijitorul său pe 3 august 2011. Se crede că a murit din cauze naturale; a avut 66 de ani.

## Filmografie
| An   | Titlu                                                    | Rol                     |
| ---- | -------------------------------------------------------- | ----------------------- |
| 2012 | DaZe: Vol. Too (sic) - NonSeNse                          | Bubba                   |
| 2010 | Blood River                                              | Harold                  |
| 2008 | Breaking the Huddle: The Integration of College Football | El însuși               |
| 2006 | Full Clip                                                | Sleepy                  |
| 2004 | The Coach                                                | Hulk Referee            |
| 2001 | Down 'n Dirty                                            | Det. Jerry Cale         |
| 1995 | Drifting School                                          | Unknown                 |
| 1994 | The Silence of the Hams                                  | Olaf                    |
| 1993 | Fist of Honor                                            | Detective Johnson       |
| 1993 | The Naked Truth                                          | The Cop                 |
| 1992 | My Samurai                                               | Reverend George         |
| 1990 | Gremlins 2: The New Batch                                | El însuși               |
| 1989 | Stuck with Each Other                                    | Augie                   |
| 1989 | Police Academy 6: City Under Siege                       | Lt. Moses Hightower     |
| 1988 | Police Academy 5: Assignment: Miami Beach                | Sgt. Moses Hightower    |
| 1987 | The Wild Pair                                            | Benny Avalon            |
| 1987 | Police Academy 4: Citizens on Patrol                     | Sgt. Moses Hightower    |
| 1986 | Police Academy 3: Back in Training                       | Sgt. Moses Hightower    |
| 1986 | Black Moon Rising                                        | Johnson                 |
| 1985 | Police Academy 2: Their First Assignment                 | Officer Moses Hightower |
| 1984 | Police Academy                                           | Moses Hightower         |
| 1983 | Stroker Ace                                              | Arnold                  |